# Neil Oliver
Neil Oliver (Renfrewshire, 1967) is een Schotse televisiepresentator en schrijver. Hij geniet bekendheid vanwege het presenteren van verscheidene BBC documentaireseries, zoals Coast, Vikings en A History of Scotland.

## Biografie
Oliver werd in 1967 geboren in het Schotse Renfrewshire, ging naar school in Dumfries en studeerde archeologie aan de Universiteit van Glasgow.
In 2002 maakte Oliver zijn televisiedebuut, in de BBC Two-documentaireserie Two Men in a Trench, waarin hij samen met Tony Pollard archeologisch werk deed rond belangrijke Britse veldslagen. Vanaf 2005 was hij betrokken bij de geografie- en milieuserie Coast, eerst als archeologisch deskundige en later als vaste presentator.
Voor Channel 4 presenteerde Oliver in 2006 de serie The Face of Britain en voor de BBC hetzelfde jaar de documentaireserie Scotland's History: The Top Ten. In 2008 en 2009 was hij de presentator van de serie A History of Scotland, die BBC Scotland samen met The Open University maakte.
In 2012 presenteerde Oliver de driedelige documentaireserie Vikings voor de BBC en in 2015 samen met Alice Roberts de serie The Celts: Blood, Iron and Sacrifice.
In 2015 kreeg Oliver een eredoctoraat van de Universiteit van Glasgow en in 2017 werd hij voorzitter van de erfgoedinstelling National Trust for Scotland.

## Persoonlijk
Oliver woont in Stirling met zijn echtgenote en drie kinderen. Hij is lid van een vereniging van vuurtorenwachters.

### Politiek
Oliver is fel tegenstander van de onafhankelijkheid van Schotland. In de aanloop naar het Schots onafhankelijkheidsreferendum van 2014 deed hij daarover al uitspraken en hij herhaalde dat standpunt in 2020.
Medio 2021 verklaarde Oliver zich een tegenstander van delen van het coronabeleid van de Britse regering en hij noemde de lockdown de grootste vergissing in de wereldgeschiedenis. Hij is persoonlijk sterk gekant tegen vaccinatie en die van kinderen in het bijzonder.